# Пресиян II
Пресия̀н II (познати са също варианти на името му Прусиан, Персиан, Пресиан и Пресиам) е първородният син и престолонаследник на цар Иван Владислав. Някои историци го приемат за последния владетел (1018 г.) на Първото българско царство. Носи името на бащата на княза-покръстител Борис I – хан Пресиан.

## Управление
След гибелта на цар Иван Владислав в битката при Драч с византийците през февруари 1018 г. повечето от болярите се подчиняват на византийския император Василий II и възпрепятстват възкачването на Пресиян на престола. Заедно с двамата си по-малки братя Алусиан и Аарон, Пресиян не се предава и се оттегля с малки сили в крепостта Томор в едноименната планина Томор (сегашна Югоизточна Албания). В същия район съпротива срещу византийските войски организира и боляринът Ивац. При все че не е доказана категорично съгласуваността в действията им, прави впечатление, че Пресиян и братята му оставят личния си дворец на Ивац, за да го отбранява, и се изтеглят в една от укрепените си крепости като продължават да действат съвсем близо до периметъра на военните действия на Ивац. Това предполага както голямо доверие в Ивац (за когото някои историци допускат родствена връзка със Самуилово-Ароновата династия), така и определено обща военна тактика. За съжаление тази хипотеза не е подкрепена с неоспорими доказателства.
В същото време майка му царица Мария, патриарх Давид и по-голямата част от българските боляри, включително дотогава непримиримият Кракра Пернишки, капитулират пред византийския император. Причината е не само в стремежа да запазят своите привилегии, но и във факта, че след толкова десетилетия изтощителни борби с Византия българите вече не разполагат с достатъчен военен капацитет, за да противостоят, и те преценяват безпреспективността на по-нататъшната съпротива. Това затруднява много задачата на Пресиян II.
След като Василий II заема тогавашната българска столица Охрид, войските му завардват планинските проходи и блокират всички подстъпи към Томор като блокадата се ръководи лично от императора в продължение на цели четири месеца. Блокиран по този начин, без възможност да получи подкрепа, Пресиян е принуден заедно с братята си през август 1018 г. да се предаде според византийския хронист Йоан Скилица след като получава гаранции от византийския император за живота си. Според проф. Пламен Павлов Василий отделя подчертано внимание на Пресиян и братята му, т.е. схваща ги като български владетели, което обяснява защо в тази кампания са ангажирани както самият император, така и всички налични ромейски части. Нещо повече –  Йордан Вълчев застъпва тезата, че неслучайно Петър Делян чака чак до 1040 г., за да вдигне въстание – тогава вече Пресиян II е ослепен/детрониран и замонашен. Това значи, че той също е признавал първенството на Иван Владиславовия син. Фактът, че е бил готов да подели властта с Алусиан говори за неписана йерархия сред Самуилово-Ароновите наследници.
Пресиян II е приет от Василий II в Девол, удостоен е с титлата „магистър“, а след отвеждането му в Константинопол е назначен за стратег на тема Вукеларион в Мала Азия – достатъчно отдалечена от българските земи територия, същевременно в йерархията на ромейските стратези тази област осигурява най-високопоставена и добре заплатена позиция, което показва високия статут на българина в империята.

## Заговори

### Срещу Константин VIII
Наскоро след 1025 г. Пресиян участва в заговор срещу император Константин VIII, но влиза в конфликт с византийския аристократ Василий Склир, също участник в подготвяния метеж. Скарването бързо прераства във въоръжен двубой, който някои съвременни изследователи наричат дуел. В действителност става въпрос за сражение между войските на двамата претенденти за престола и този конфликт е третиран от Константин VIII с цялата строгост на закона като държавна измяна. Пресиян и Василий Склир са заточени от императора на Принцовите острови в Мраморно море. Но докато Василий Склир е ослепен, а също и някои от приближените на Пресиян, сред които бившият български ичиргу боил Богдан, а на монаха Захарий е наложено наказание отрязване на езика, то към Пресиян отношението е по-предпазливо – той е заточен на остров Плати.

#### Срещу Роман III Агрир
През 1029 или 1030 г. Пресиян участва в заговор срещу новия византийски император Роман III Аргир, възцарил се благодарение на брака си с дъщерята на Константин VIII Зоя. Двете дъщери на Константин VIII, Зоя и по-малката Теодора, са единствените наследнички на византийската Македонска династия. Заговорът се организира след неуспешния поход на Роман III Аргир срещу Сирия, в който както свидетелства арабският хронист Камдлин Халеби участва и Пресиян, наречен от него „цар на българите“ – „И били с Роман: Царят на българите, както и печенезите, франките, русите, абхазците, грузинците, арменците.“ Планът на заговорниците предвижда и брак на Пресиян с принцеса Теодора.' Заговорът обаче е разкрит. Пресиян е поставен под арест в манастира Св. Мануил в Константинопол, осъден като изменник и ослепен. През 1030 г. е насила замонашен. Това събитие е илюстрирано в Мадридския ръкопис на хрониката на Йоан Скилица. Пламен Павлов смята, че поради симпатиите на принцеса Теодора (по-късно станала императрица) и поради ангажираността ѝ в двата опита за заговор, в които участва Пресиян, тя се ангажира да изкачи на високи постове неговите наследници като един вид компенсация.

#### Бягство от Византия
Според Войтех Ткадлчик Пресиян успява да напусне пределите на Византия и да се установи в Унгарското кралство като тази теза е възприета и от други изследователи, сред които М. Виздал и Н. Николов Ткадлчик смята, че българинът успява да избяга от манастира и начело на група български сподвижници стига до Унгария, където е в очакване на някакъв маджарско-ромейски конфликт, при който да вдигне въстание срещу империята. Според хипотезата на Виздал и Николов е възможно Пресиян след възцаряването на Исак I Комнин и неговата съпруга Екатерина Българска (сестра на Пресиян) да е изпратен там като високопоставен православен монах с духовна мисия.

## Надгробен надпис
Във връзка с Пресиян се дискутира намерения през 1977 година при археологически разкопки на средновековна ротонда в град Михаловце (днес в Словакия) кирилски надгробен надпис, разчетен от неговия откривател  Войтех Ткадлчик:
| „ | Тук лежи княз Пресиан, [роден] в годината 6505 [996/997], [починал] в годината 6569 [1060/1061]. | “ |